# Sun Long

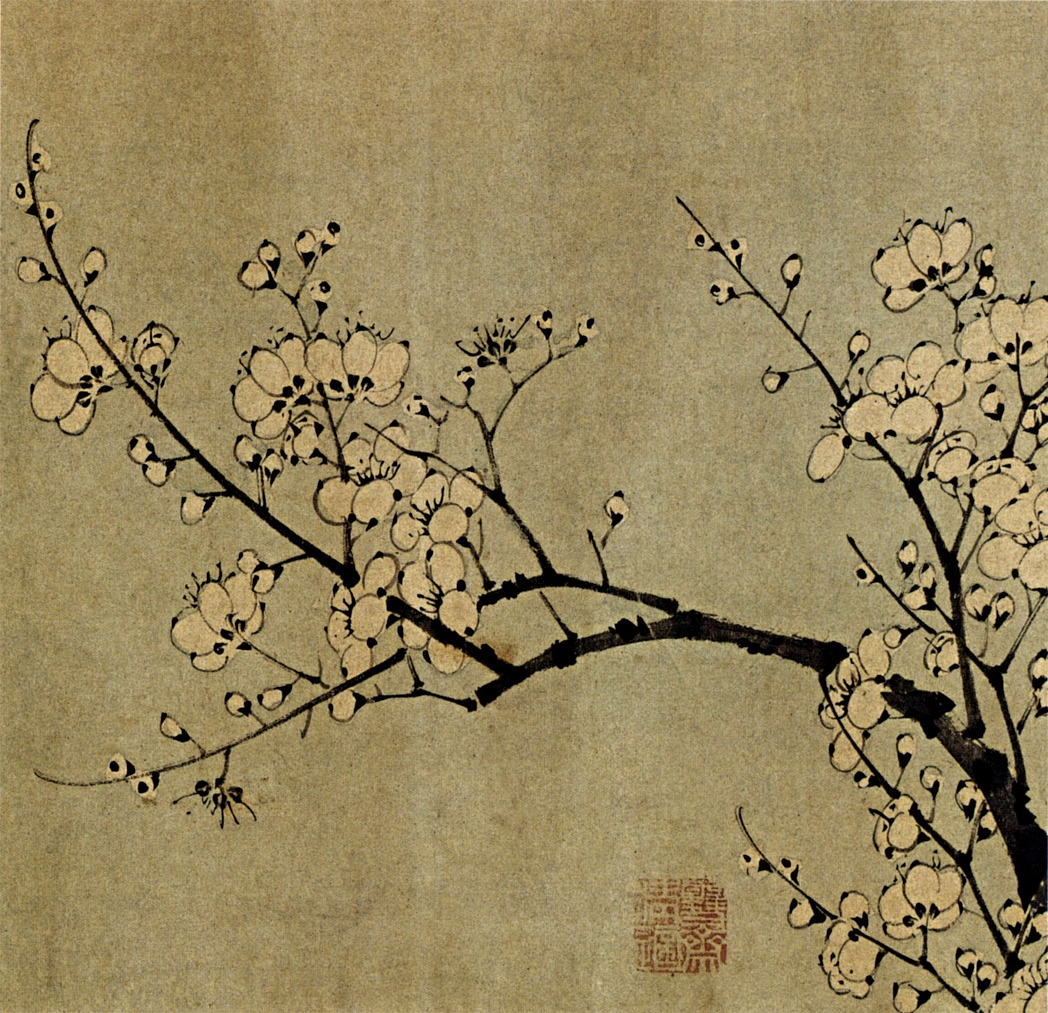
Flors de prunera de Sun Long i Chen Lu

Sun Long (xinès simplificat: 孙隆; xinès tradicional: 孫隆; pinyin: Sūn Lóng), també conegut com a Ting Zhen, Congji i Douchi, fou un pintor xinès que va viure sota la dinastia Ming. D'origen aristocràtic, les dades exactes del seu naixement i de la seva mort són desconegudes. Nascut a Pilin, actualment Changzhou, província de Jiangsu. La seva verdadera identitat ha estat subjecte de controvèrsia. Se sap de la seva activitat com artista al segle xv.
Va ser un pintors paisatgista que també va pintar pruneres amb flor, insectes (llagosta) i herba. A partir de la tècnica denominada “mo gu” (“sense os”) que feien servir artistes anteriors va utilitzar el color de forma puntejada amb pinzellades molt fines per a representar de forma realista ocells, peixos i plantas. Entre les seves obres destaquen Oca i hibisc.